# Humberto Delgado

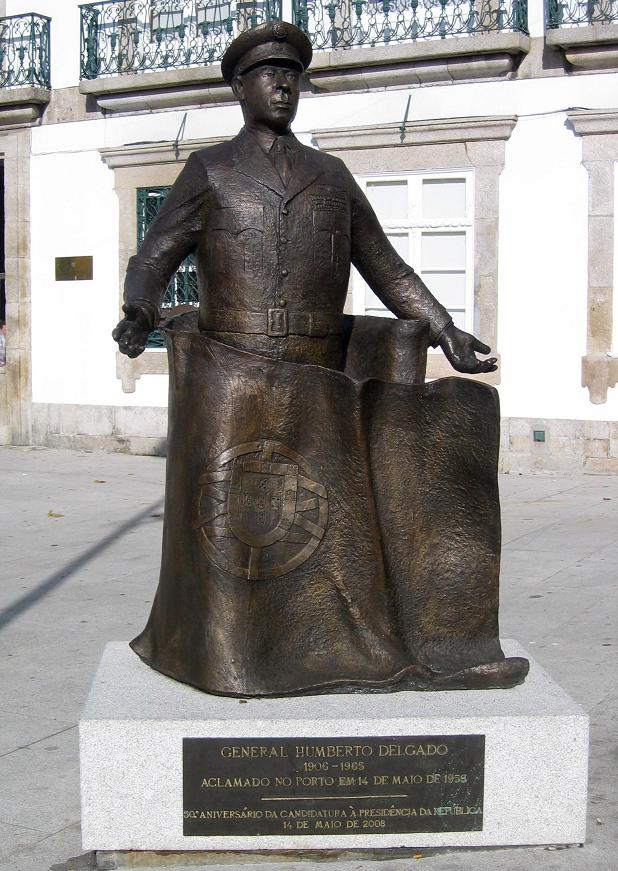
Ehrendenkmal für Humberto Delgado aufgestellt am 14. Mai 2008 in Porto, Praça Carlos Alberto, des portugiesischen Bildhauers José Rodrigues.

Humberto Delgado (* 15. Mai 1906 in Brogueira; † 13. Februar 1965 bei Olivença) war ein portugiesischer General und Politiker.

## Leben
Er nahm am Militärputsch von 1926 teil. 1944 wurde er Generaldirektor des staatlichen Sekretariats für die zivile Luftfahrt und gründete in dieser Eigenschaft 1945 die portugiesische Fluggesellschaft TAP Portugal. Später wechselte er in den diplomatischen Dienst und wurde 1952 Militärattaché in Washington. 1952 wurde er zum jüngsten General der Luftwaffe ernannt. Ende der fünfziger Jahre aber wandte er sich vom autoritären Salazarregime ab und war 1958 Kandidat der Opposition bei der Wahl zum Staatspräsidenten. António de Oliveira Salazar war während seiner gesamten Amtszeit immer nur Premierminister gewesen, der formell vom Staatspräsidenten ernannt wurde. Auch vor der Wahl von 1958 hatte er es abgelehnt, das Amt des Staatspräsidenten zu übernehmen. Delgado hatte seinerseits im Wahlkampf erklärt, dass er bei seiner Wahl Salazar entlassen werde. Dies trug ihm später den Ehrennamen o General sem Medo (der General ohne Furcht) ein, unter dem ihm auch heute an seinem früheren Wohnort in Cela Velha ein Denkmal gewidmet ist. Der Regierungskandidat Américo Tomás gewann mit 76,4 % der abgegebenen Stimmen, Delgado erhielt nur 23 % der Stimmen. Von der Opposition sowie von Delgado selbst wurde der Vorwurf des Wahlbetrugs erhoben, woraufhin Delgado 1959 aus der Armee entlassen wurde. Eine Überprüfung der Wahlen fand unter Salazars Diktatur naturgemäß nicht statt und konnte später nicht mehr nachgeholt werden. Delgado flüchtete zunächst in die brasilianische Botschaft, später nach Brasilien. Vom Exil aus unterstützte er Aktionen der Opposition, u. a. übernahm er die Verantwortung für die Entführung des Passagierschiffs Santa Maria und gründete 1964 die Patriotische Front für Nationale Befreiung (Frente Patriótica de Libertação Nacional – FPLN).

## Die Ermordung von Humberto Delgado
Die politische Repression der Salazar-Diktatur erreichte 1965 mit der Ermordung von Humberto Delgado, der zum Symbol der anti-salazaristischen Opposition geworden war, und seiner Sekretärin Arajaryr Campos durch die portugiesische Geheimpolizei ihren Höhepunkt. António Rosa Casaco, ein Inspektor der PIDE/DGS, war der Leiter der Brigade, die die „Operação Outono“ plante und ausführte, während der Humberto Delgado mit seiner Sekretärin in einen Hinterhalt gelockt und am 13. Februar 1965 ermordet wurde. Beide Leichen wurden zwei Monate später in Villanueva del Fresno bei Badajoz nahe der portugiesischen Grenze gefunden. 

## Ehrungen

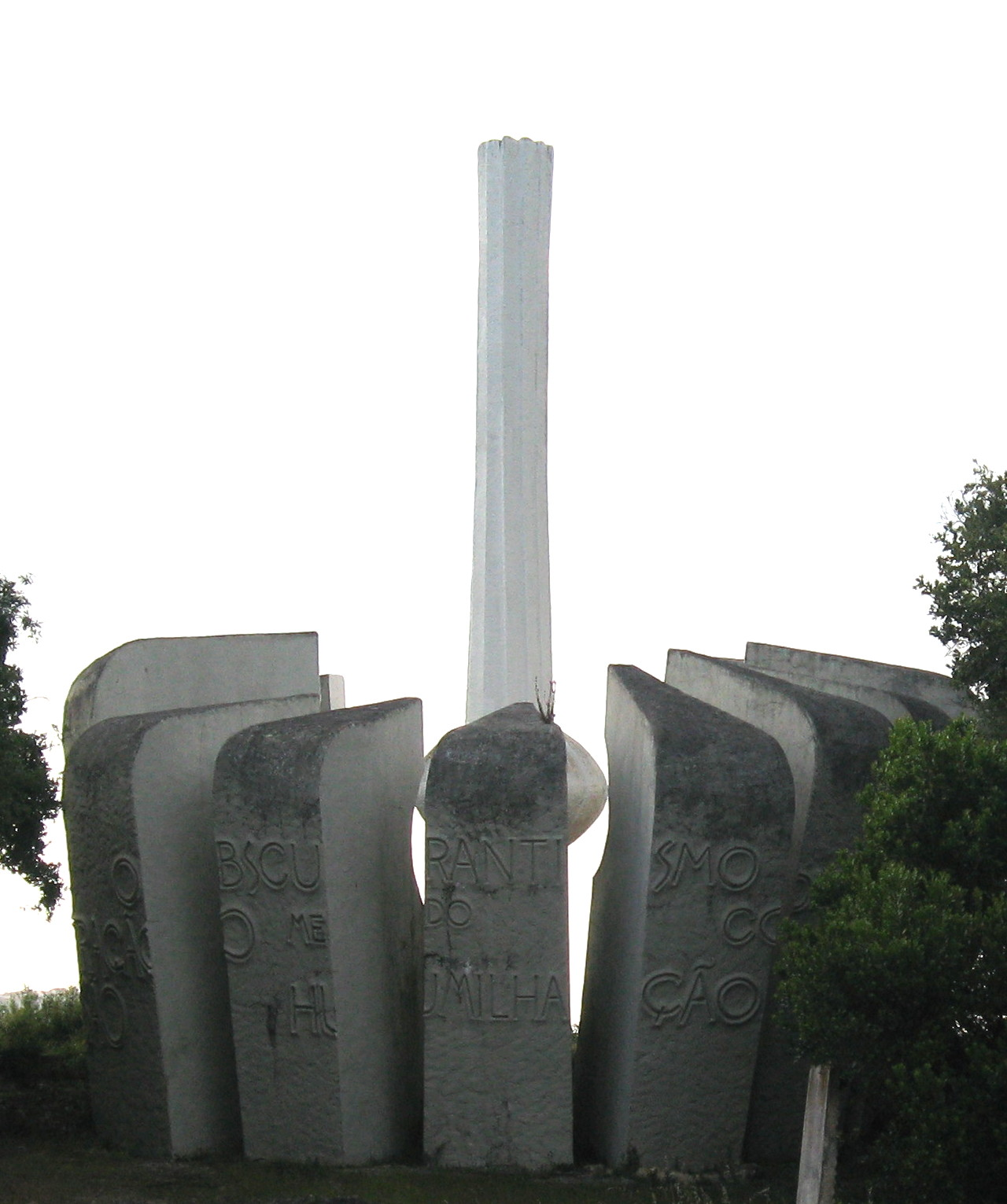
Monument für Humberto Delgado: "O general sem medo" (der General ohne Furcht). Inauguriert 1976 in Cela.

Nach dem Ende der Diktatur in Folge der Nelkenrevolution lebte das Andenken an Delgado auf. So wurde 1988 sein Leichnam in das Nationale Pantheon in Lissabon überführt. Seit 2016 trägt auch der Flughafen Lissabon seinen Namen.

## Filme
- Assalto ao Santa Maria (Überfall auf die Santa Maria), Portugal 2009, Regie: Francisco Manso, mit André Gomes in der Rolle von Humberto Delgado.
- Operação Outono (Operation Herbst), Portugal 2012, Regie: Bruno de Almeida, mit John Ventimiglia in der Rolle von Humberto Delgado.

| Personendaten    | Personendaten                         |
| ---------------- | ------------------------------------- |
| NAME             | Delgado, Humberto                     |
| KURZBESCHREIBUNG | portugiesischer General und Politiker |
| GEBURTSDATUM     | 15. Mai 1906                          |
| GEBURTSORT       | Brogueira                             |
| STERBEDATUM      | 13. Februar 1965                      |
| STERBEORT        | bei Olivença                          |